# David Harvey (Fußballspieler)
David Harvey (* 7. Februar 1948 in Leeds, England) ist ein ehemaliger schottischer Fußballspieler.
Der Fußballtorhüter Harvey wuchs in Leeds als Sohn schottischstämmiger Eltern auf und begann seine Fußballkarriere in den Jugendmannschaften von Leeds United. 1965 erhielt er seinen ersten Profivertrag bei Leeds, war aber bis 1972 nur Ersatztorhüter. Mit dem Stammplatz, den er 1972/1973 bei Leeds United erhielt, wurde er auch schottischer Fußballnationalspieler. Mit Schottland qualifizierte er sich für die Fußball-Weltmeisterschaft 1974 in Deutschland, wo er kein Spiel verlor, aber dennoch aufgrund des um ein Tor schlechteren Torverhältnisses gegenüber Brasilien in der Vorrunde ausschied. Auf Vereinsebene wurde er in der gleichen Saison mit Leeds englischer Meister und erreichte 1975 das Finale im Europapokal der Landesmeister gegen den FC Bayern München. Das Finale verlor seine Mannschaft mit 0:2. Am Finale konnte er jedoch nicht teilnehmen, da er aufgrund eines Autounfalls verletzt war. Er wechselte 1980 zu den Vancouver Whitecaps in die NASL. Dort blieb er bis 1982. Insgesamt kam er in Kanada auf 19 Spiele.
Seine Profikarriere bei Leeds beendete er 1985, spielte jedoch danach noch kurz bei Bradford City und Partick Thistle, ehe er zum Ende der Saison 1985/1986 seine Karriere endgültig beendete.

## Erfolge
- Englischer Meister (2): 1968/69, 1973/74
- FA Cup: 1972

| Personendaten    | Personendaten                          |
| ---------------- | -------------------------------------- |
| NAME             | Harvey, David                          |
| KURZBESCHREIBUNG | schottischer Fußballtorhüter           |
| GEBURTSDATUM     | 7. Februar 1948                        |
| GEBURTSORT       | Leeds, England, Vereinigtes Königreich |